# Eurata harringtoni
Eurata harringtoni là một loài bướm đêm thuộc phân họ Arctiinae, họ Erebidae.